# Oda Nobunaga
Oda Nobunaga (japansk: 織田 信長) (23. juni 1534-21. juni 1582) var en daimyo under sengoku-perioden i Japan. Han var søn af Oda Nobuhide, en krigsherre som var magistrat i Owari-provinsen. Efter faren døde i 1551, begyndte Oda et liv bestående af konstant krig for at erobre nye områder. Før han døde i 1582, havde Nobunaga ca. erobret en tredjedel af Japans daimyoer. Han fik øgenavnet dæmonkongen da han blev skudt i halsen med en pil uden at virke tilskadekommen og uden at dø af det.